# Friedrich Meinecke
Friedrich Meinecke (Salzwedel, 20 de outubro de 1862 – Berlim, 6 de fevereiro de 1954) foi um historiador e professor universitário alemão. É amplamente considerado um dos mais influentes historiadores da Alemanha na primeira metade do século XX. Foi o primeiro reitor da Universidade Livre de Berlim, instituição que ajudou a fundar. Suas obras tiveram grande impacto no desenvolvimento da história das ideias e na reflexão sobre temas como nacionalismo, historicismo e o papel do Estado.
Meinecke é considerado uma figura controversa, especialmente por sua postura ambígua durante o período do nazismo. Representante de uma tradição intelectual anterior, ele criticou o regime nazista após a Segunda Guerra Mundial, mas continuou a expressar posições marcadas por preconceitos antissemitas.

## Vida
Friedrich Meinecke nasceu em Salzwedel, na província da Saxônia, no Reino da Prússia, e estudou no Köllnisches Gymnasium em Berlim. Recebeu formação na Universidade de Bonn e na Universidade Humboldt de Berlim. Entre 1887 e 1901, trabalhou como arquivista no Arquivo Estatal Alemão.

Foi professor na Universidade de Estrasburgo, editor da revista Historische Zeitschrift entre 1896 e 1935, e presidiu a Historische Reichskommission (Comissão Imperial de História) de 1928 a 1935. Como historiador nacionalista, Meinecke tinha pouca consideração pelos povos da Europa Oriental e chegou a escrever sobre a "bestialidade bruta dos eslavos do sul". Também era favorável ao expansionismo alemão para o Leste.

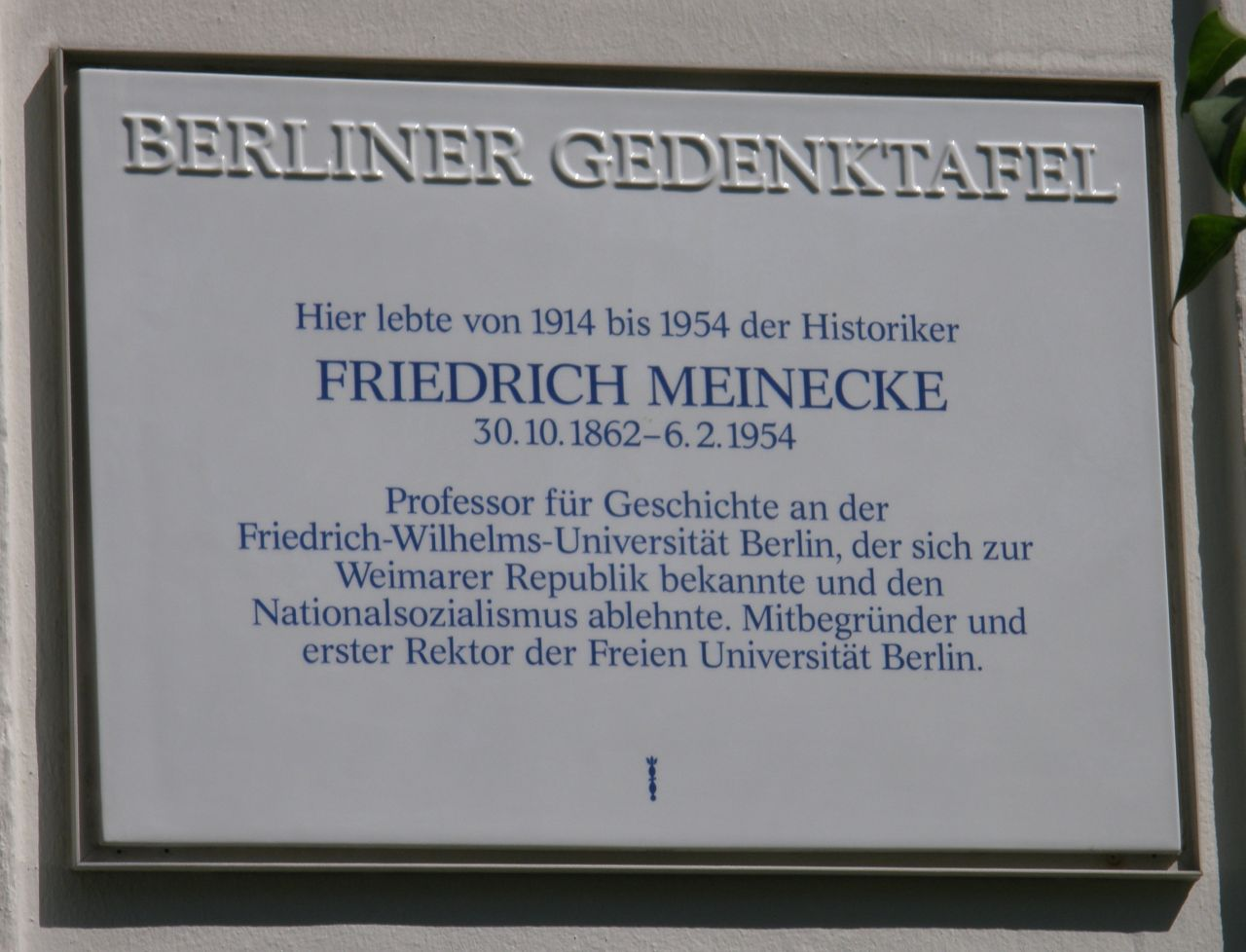
Placa memorial localizada em Am Hirschsprung, 13, Berlim-Dahlen. Tradução do texto: Aqui viveu, de 1914 a 1954, o historiador Friedrich Meinecke: professor de história na Universidade de Berlim, que defendeu a República de Weimar e repudiou o nacional-socialismo. Co-fundador e primeiro reitor da Universidade Livre de Berlim.

Durante a Primeira Guerra Mundial, defendeu a remoção dos proprietários de terras poloneses das províncias prussianas da Prússia Ocidental e de Posen, anexadas durante as Partilhas da Polônia. Também propôs a colonização alemã da Curlândia, após a expulsão da população letã.  Alguns autores comparam essas propostas a políticas de limpeza étnica.  Quando o Império Alemão formulou o chamado plano da Faixa de Fronteira Polonesa, que previa a anexação de grandes porções da Polônia do Congresso e a expulsão de milhões de poloneses e judeus para dar lugar a colonos alemães, Meinecke demonstrou apoio à iniciativa. 
Um de seus alunos foi Heinrich Brüning, futuro Chanceler da Alemanha durante a República de Weimar. Durante esse período, Meinecke era considerado um Vernunftsrepublikaner (“republicano por razão”), alguém que apoiava a república como o mal menor. Em 1918, Meinecke foi um dos fundadores do Partido Democrático Alemão.
Durante o regime do Terceiro Reich, Meinecke demonstrou alguma simpatia inicial, especialmente quanto às primeiras leis antissemitas. Após 1935, foi afastado da editoria da Historische Zeitschrift e entrou em relativa desgraça. Embora mantivesse publicamente o apoio ao regime, sentia-se cada vez mais incomodado com a violência e a vulgaridade dos nazistas. Ainda assim, descreveu-se abertamente como antissemita,  e, embora mantivesse amizades e colaborações com judeus, não se opôs de forma significativa à perseguição promovida pelo regime.
Após a invasão da Polônia em 1939, Meinecke escreveu ao historiador Siegfried August Kaehler elogiando a campanha militar: "Você também deve ter ficado encantado com esta esplêndida campanha".

## Obra
Friedrich Meinecke destacou-se como um dos principais representantes da história intelectual e cultural alemã nos séculos XVIII e XIX. Sua obra mais conhecida é Weltbürgertum und Nationalstaat (Cosmopolitismo e Estado Nacional) publicada em 1908, na qual analisou o desenvolvimento do nacionalismo alemão ao longo do século XIX.
A partir de Die Idee der Staatsraison (1924), Meinecke passou a explorar o conflito entre Kratos (poder) e Ethos (moralidade), tema central de grande parte de sua produção posterior. Seu objetivo era refletir sobre como alcançar um equilíbrio entre a razão de Estado e os princípios éticos.
Após a Segunda Guerra Mundial, publicou Die Deutsche Katastrophe (A Catástrofe Alemã), em 1946, em que tentou conciliar sua defesa histórica do poder estatal com os horrores do regime nazista. Nessa obra, atribuiu a ascensão do nazismo ao legado do militarismo prussiano, aos impactos da rápida industrialização e às fragilidades das classes médias. No entanto, Meinecke também argumentou que o hitlerismo se beneficiou de uma série de "acidentes históricos", desvinculados do curso natural da história alemã. Para ele, o nazismo representava uma "força alienígena ocupando a Alemanha".
Apesar das críticas ao regime, Meinecke expressou visões antissemitas de forma recorrente. Chegou a afirmar que os próprios judeus seriam responsáveis pelo antissemitismo e culpou-os pelo fracasso do liberalismo. A Catástrofe Alemã incorpora dois temas clássicos do pensamento antissemita: o ressentimento diante da presença judaica na vida econômica e uma visão negativa do "caráter judeu".
O historiador britânico E. H. Carr citou Meinecke como exemplo de um historiador cuja visão de mundo foi profundamente moldada pelo Zeitgeist: liberal durante o Império Alemão, desencantado no período entreguerras e profundamente pessimista após o colapso da Alemanha Nazista.

### Historicismo
As discussões sobre o historicismo desenvolvidas no período de Meinecke e Troeltsch representaram um momento culminante de crise na forma moderna de conceber e atribuir sentido à história na Alemanha. Embora esse processo já fosse sentido desde o século XIX, sobretudo na teologia protestante, foi entre as décadas de 1870 e 1940 que esse debate alcançou sua expressão mais significativa no contexto intelectual de língua alemã.
Nesse contexto, Meinecke destacou-se como um dos principais intérpretes e defensores do historicismo, ao mesmo tempo em que buscava responder às tensões entre a singularidade dos eventos históricos e a necessidade de construir interpretações que oferecessem sentido e coerência à experiência histórica.
Para Meinecke, o núcleo do historicismo está em trocar uma visão que busca explicações gerais sobre a história por uma abordagem que valoriza os acontecimentos em sua individualidade e contexto específico. Ou seja, o historicismo valoriza o singular e busca compreender os fenômenos históricos em sua particularidade, e não a partir de leis gerais. Essa perspectiva, no entanto, também foi alvo de críticas por dificultar a elaboração de interpretações mais amplas e comparativas da história.

## Lista de suas principais obras
Entre suas principais obras destacam-se
- Weltbürgertum und Nationalstaat (1907) – (Cosmopolitismo e Estado Nacional, título traduzido). Nesta obra, Meinecke analisa a transição do ideal cosmopolita iluminista para o surgimento dos Estados nacionais modernos, com foco especial na Alemanha.
- Die Idee der Staatsräson in der neueren Geschichte (1924) – (A Ideia da Razão de Estado na História Moderna, título traduzido). Aborda a tensão entre a moral e as necessidades pragmáticas do Estado, explorando como os líderes políticos conciliam (ou não) princípios éticos e interesses de poder.
- Entstehung des Historismus (1936) – (A Formação do Historicismo, título traduzido). Um estudo profundo sobre o desenvolvimento do pensamento historicista na tradição intelectual alemã.
- Die Deutsche Katastrophe (1946) – (A Catástrofe Alemã, título traduzido).  Escrito após a Segunda Guerra Mundial, Meinecke busca compreender como a Alemanha, uma nação de alta cultura, pôde sucumbir ao nazismo. A obra é tanto uma análise histórica quanto uma reflexão pessoal, ainda que criticada por isentar setores da elite acadêmica e intelectual de responsabilidade.